# Droga leggera

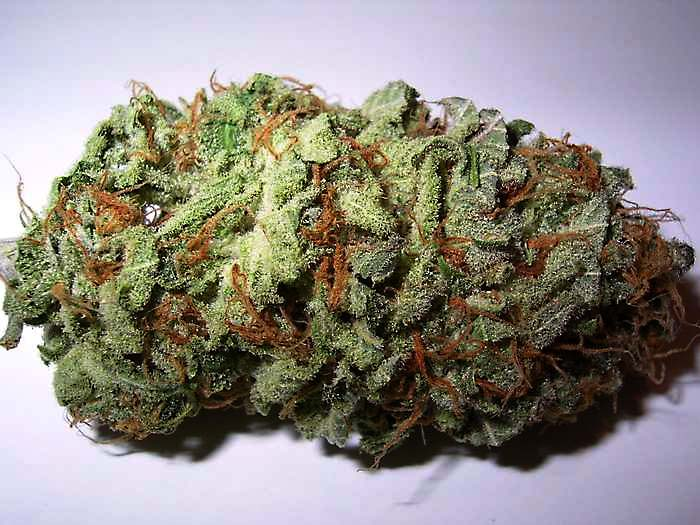
Fiori di canapa. Sono ben visibili i cristalli bianchi contenenti il THC e altri cannabinoidi

La locuzione droga leggera è una espressione comune con cui ci si riferisce a delle sostanze psicotrope che si presume non siano in grado di indurre dipendenza fisica o quadri clinici di avvelenamento acuto a seguito di sovradosaggio. L'uso dell'aggettivo "leggera" in riferimento al sostantivo "droga" non presenta sempre lo stesso significato e varia a seconda dell'autore da cui viene usato. Nella maggior parte dei casi, con il termine "droga leggera" ci si riferisce alle infiorescenze della Cannabis e le sostanze psicotrope da esse ricavabili come l'hashish e le resine ad alto tenore di THC. In senso più ampio, il termine può venire esteso agli psichedelici come funghi del genere psylocibe, DMT, LSD che, come la Cannabis, non danno dipendenza fisica e non hanno una elevata tossicità acuta.
Nel dibattito pubblico riguardo alle sostanze stupefacenti, si fa spesso uso del termine "droga leggera" in modo differente, indicando l'insieme delle sostanze psicotrope legali (come alcolici e nicotina) o di cui l'uso è comunque largamente diffuso (cannabis).
La definizione formale e la definizione colloquiale di droga leggera divergono: se nel primo caso gli alcolici sono considerati una droga pesante (possono portare a coma etilico e possono dare crisi d'astinenza), nel secondo sono considerati una droga leggera in quanto il loro uso è socialmente accettato. D'altro canto, per l'LSD vale il discorso opposto poiché anche se non causa overdose o dipendenza il suo uso non è socialmente accettato.

## Storia del proibizionismo della cannabis

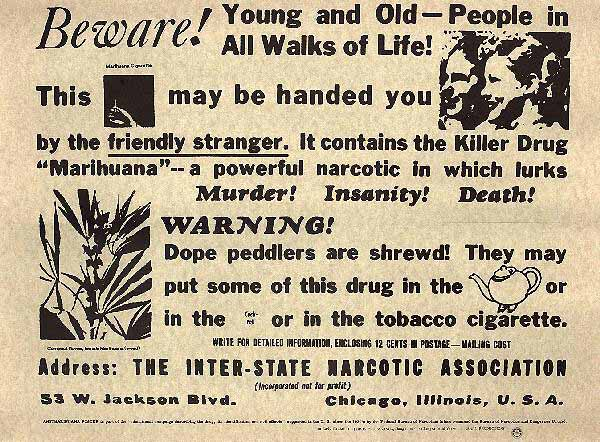
Annuncio pubblico distribuito dal 1935 dal Federal Bureau of Narcotics

Il proibizionismo della cannabis e dei suoi derivati è iniziato nel 1937 con il Marijuana Tax Act statunitense, promosso da Harry Anslinger, funzionario federale di alto rango che si era affermato durante il periodo del proibizionismo degli alcolici (fallito nel 1933). La campagna messa in atto da Anslinger è caratterizzata da numerosi esempi di propaganda oggi considerati allarmisti e oscurantisti con "reinterpretazioni" di articoli dai giornali riguardo ai più brutali omicidi commessi nel paese come se fossero stati causati dall'uso di marijuana, "documentari" palesemente faziosi come "Reefer Madness" (1936) e numerosi comizi in cui si riferiva alla Cannabis come "assassina della gioventù", "erba del diavolo", "mostro davanti al quale perfino Frankenstein sarebbe impallidito" o "la droga che porta al piacere di uccidere senza motivo". Inoltre, Anslinger riteneva che « [...] la maggior parte (dei consumatori NDR) sono negri, ispanici, filippini e gente dello spettacolo; la loro musica satanica, jazz e swing, è il risultato dell'uso di marijuana. Il suo uso causa nelle donne bianche un desiderio di ricerca di relazioni sessuali con essi».
In risposta alla campagna propagandistica di Anslinger, il sindaco di New York Fiorello La Guardia nominò nel 1938 una commissione d'inchiesta che, dopo anni di lavoro, elaborò un documento che contestava duramente la narrazione messa in atto da Anslinger. Il rapporto La Guardia giungeva a diverse conclusioni, riassunte in 13 punti:
1. L'uso di marijuana a Manhattan a inizio anni '40 era molto diffuso, tuttavia non rappresentava un problema di ordine pubblico
2. L'introduzione della marijuana nell'area di Manhattan era recente rispetto ad altre aree degli USA
3. Il costo della marijuana era basso e in linea con il potere d'acquisto della classe operaia
4. Nel quartiere di Harlem si aveva il maggior numero di consumatori di Marijuana
5. La maggior parte dei consumatori di marijuana era di etnia latina o afroamericana
6. I consumatori di marijuana ritenevano che la sostanza li aiutasse a sentirsi adeguati alla società
7. Il consumo di marijuana non comporta dipendenza fisica
8. La vendita e la distribuzione di marijuana non erano sotto il controllo di un'unica associazione malavitosa
9. L'uso di marijuana non comporta necessariamente un'evoluzione nel tempo verso altre sostanze (eroina, cocaina, morfina)
10. Il consumo di marijuana non risulta essere il fattore determinante nei soggetti che commettono crimini gravi
11. Il consumo di marijuana non era diffuso presso i bambini in età scolare
12. La delinquenza giovanile non è associata al consumo di marijuana
13. In ultima analisi, la campagna di propaganda riguardante gli effetti catastrofici della marijuana condotta da Anslinger risulta essere infondata

Nel rapporto La Guardia, la marijuana viene dunque descritta come una droga leggera in termini moderni (punti 7, 9). In risposta, Anslinger sfruttò la sua posizione nel Bureau per mettere sotto accusa il sindaco Fiorello La Guardia, la New York Academy of Medicine e tutti i medici che avevano lavorato alla stesura di questo documento (in totale vennero arrestate circa 3000 persone) proibendo al tempo stesso qualsiasi attività di ricerca sulla cannabis non approvata da lui stesso.
Successivamente, Anslinger commissionò un nuovo studio all'American Medical Association che nel 1937 si era già espressa in favore della Marijuana. Il nuovo studio venne pubblicato nel 1945 dopo pochi mesi e rispecchiava totalmente le opinioni di Anslinger sulla Marijuana. In seguito, nel 1972 la National Commission on Marijuana and Drug Abuse ammetterà che lo studio commissionato da Anslinger era un falso, affermando che "quei racconti erano ampiamente falsi" e che "esaminando accuratamente la documentazione, non si trova conferma dell'esistenza di una relazione causale tra l'uso di marijuana e l'eventuale uso di eroina".
Presentata come sostanza stupefacente letale, in grado di causare follia, scatti d'ira, violenza eccetera, la marijuana mantenne questa immagine a livello generale fino agli anni cinquanta, essendo tra l'altro un prodotto di nicchia consumato, come eloquentemente sottolineato da Anslinger, specialmente da neri ed ispanici. Con l'inizio dell'integrazione sociale dei neri e la controcultura giovanile di quegli anni si diffuse la consapevolezza che il consumo di marijuana non può portare ad overdose, né tantomeno causa incontrollabili attacchi di violenza, episodi psicotici, stupri, omicidi eccetera. Coloro i quali erano stati giovani negli anni trenta erano adesso adulti che avevano sperimentato sulla loro pelle come la Cannabis fosse completamente un'altra sostanza rispetto agli oppiacei.
Il concetto di droghe leggere fu dunque introdotto negli anni cinquanta per giustificare la distanza fra la politica di tolleranza zero tenuta nei confronti della Cannabis a causa della propaganda di Anslinger ed il riscontro nel popolo che iniziava a conoscere tale sostanza che cominciava a diffondersi. Per far fronte alla presa di coscienza da parte della popolazione, venne dunque messa in circolazione la voce secondo cui di marijuana non si moriva perché, pur essendo una droga a tutti gli effetti, era una "droga leggera", dotata della subdola proprietà di essere una "droga di passaggio" verso le ancora più pericolose e letali droghe pesanti, eroina e cocaina.
In questo modo nacque la teoria del passaggio, "Gateway drug theory" in inglese, cavallo di battaglia del proibizionismo cavalcato poi abbondantemente da Ronald Reagan negli anni 1980 e tuttora da qualcuno considerata con fondamento scientifico.
In realtà non esiste nessuna intrinseca proprietà nella Cannabis che possa mettere in relazione la medesima con sostanze di altra natura, ad esempio oppiacea.

## La teoria del passaggio
I sostenitori della teoria del passaggio ritengono che la eventuale assuefazione agli effetti della marijuana porterebbe all'uso di droghe pesanti, capaci di creare una reale dipendenza in senso medico, basandosi sull'errata interpretazione del fatto che molto spesso consumatori di eroina hanno in passato fatto uso di marijuana. Il fatto che un dato fenomeno ne preceda un altro non implica un rapporto di causa-effetto fra i due e le ricerche condotte non hanno dato un risultato certo a sostegno di tale teoria.
Una possibile causa di "passaggio" dalla Cannabis al calderone delle altre droghe è legata alla condizione di disagio psicofisico e sociale del singolo soggetto. Questo è uno dei motivi che hanno spinto i Paesi Bassi a tentare un approccio più cauto, vendendo la Cannabis in appositi esercizi, in modo che chi volesse utilizzarla non debba rivolgersi a mercati vicini a sostanze oggettivamente pesanti, come l'eroina.
L'esistenza di una distinzione in questi due gruppi, droghe leggere e pesanti viene, unicamente in questo contesto, strumentalmente accettata dai sostenitori della "teoria del passaggio" i quali, pur riconoscendo la relativa blandezza del sottoinsieme "droghe leggere", ne sostengono tuttavia la relativa pericolosità in quanto farebbe da ponte di passaggio verso le droghe pesanti, e perciò ne contrastano la legittimazione dell'uso e della vendita.
Al giorno d'oggi i sostenitori di una politica antiproibizionista perorano la tesi secondo cui marijuana e hashish, a differenza di altre sostanze assolutamente legali e diffuse come l'alcool e la nicotina contenuta nel tabacco, siano capaci di indurre una dipendenza minore, relegata principalmente all'aspetto psicologico. Secondo uno studio dell'università di Duisburg-Essen (Germania) l'astinenza dal consumo di marijuana determina solamente una lieve alterazione dell'umore in senso negativo, della durata di poche settimane. Un altro studio svolto da varie università americane su soggetti adolescenti giunge alle stesse conclusioni.

## Legislazione sulle droghe leggere nel mondo
In modo variabile da stato a stato, le droghe leggere possono essere oggetto di sanzioni pecuniarie, sequestro della sostanza e del passaporto/patente di guida, decreto di espulsione per immigrati, o perseguite penalmente.
Si distingue la disciplina in merito a: importazione, esportazione, coltivazione, trasporto, stoccaggio, commercio e vendita, consegna e ricezione, possesso e consumo. Altre distinzioni riguardano la modalità del consumo (in luogo pubblico isolato e non, in presenza di minori, il quantitativo consentito), e la finalità (scopo terapeutico, uso personale generico).
     Legale
     Illegale ma depenalizzata
     Illegale ma spesso non perseguita
     Illegale
     Status sconosciuto
     Legale per uso ricreativo
     Legale per uso terapeutico
     Illegale

Status legale della cannabis per uso ricreativo nel mondo.
Legale
Illegale ma depenalizzata
Illegale ma spesso non perseguita
Illegale
Status sconosciuto

Status legale della cannabis per uso terapeutico nel mondo.
Legale per uso ricreativo
Legale per uso terapeutico
Illegale

In seguito, si riporta un breve sunto dello status legale della Cannabis in vari paesi del mondo:
- Argentina: legale per uso privato.[23]
- Australia: legale dal 2016 per ragioni medico-scientifiche[24], dal 2017 per usi alimentari (senza principio attivo)[25]. L'uso ricreativo è vietato e viene considerato un reato o un illecito amministrativo in funzione della regione che si va a considerare[26]
- Bangladesh: illegale, sebbene l'uso sia molto diffuso. La coltivazione e la produzione dei derivati della canapa (hashish e marijuana) vennero vietate nel 1987 e la compravendita divenne illegale nel 1989 a seguito di pressioni esercitate dal governo USA[27]. Ad oggi, la cannabis viene comunque coltivata nel Nord Ovest del paese[28]. I reati correlati alla cannabis possono essere sanzionati con la pena di morte[29]
- Belgio: illegale (il governo belga ha iniziato un programma di ricerca volto a stabilirne l'efficacia medica). Sono permessi a scopo puramente personale, a partire dall'età di 16 anni, il consumo ed il possesso di quantità che non superino i 3 grammi e la coltivazione di una singola pianta di canapa nella propria abitazione.[30]
- Brasile: illegale, l'uso personale è stato depenalizzato nel 2006 e per i consumatori sono previsti i servizi sociali (al pari delle altre droghe). La vendita è invece punita col carcere da 5 a 15 anni[31]
- Cambogia: ufficialmente illegale a scopo ricreativo, la cannabis è utilizzabile esclusivamente per finalità alimentari. Le forze dell'ordine non contrastano in alcun modo le condotte relative al consumo di cannabis e anzi, nel paese esistono numerose attività commerciali ("happy restaurants") in cui vengono venduti derivati della cannabis[32][33]
- Camerun: illegale a scopo ricreativo, permessa a scopo medico[34][35]
- Canada: legale per uso ricreativo[36] e per uso terapeutico.
- Colombia: illegale, permesso l'uso medico[37]. La coltivazione ed il possesso di piccoli quantitativi ad uso personale è decriminalizzata dal 2015[37].
- Corea del Nord: legale, non è considerata una droga.[38][39]
- Estonia: il possesso fino a 7,5 grammi per uso personale è punito con una multa, violazioni al di fuori di tali limiti possono essere punite col carcere fino a 5 anni[40]
- Francia: illegale. Attualmente è in corso una sperimentazione per approvare l'uso medico[41]. L'uso a fine ricreativo è sanzionato con una multa da 200 euro
- Germania: uso permesso a scopo medico[42][43]. Da marzo 2024 la cannabis non è più iscritta tra le sostanze stupefacenti e con una apposita legge[44] pur restando sostanzialmente vietate la coltivazione e la distribuzione non sono più proibiti, per chi ha compiuto i 18 anni:
  1. il possesso di un massimo di 25 grammi di cannabis (nell'appartamento sono ammessi fino a 50 grammi),
  2. la coltivazione privata di un massimo di tre piante di cannabis (se risiedi in Germania da almeno 6 mesi) e
  3. la coltivazione collettiva, la distribuzione e la ricezione della cannabis nelle associazioni di coltivazione che hanno ricevuto un permesso.[45]  I piccoli consumatori (definizione variabile in funzione della regione considerata) non vengono perseguiti dalle forze dell'ordine, tuttavia possono essere sottoposti a delle valutazioni mediche per rivalutare l'idoneità alla guida[46]
- Giamaica: illegale, ma ampiamente tollerata[47]. Viene consumata dal 70% della popolazione e rappresenta una componente importante della religione più diffusa in Giamaica, il Rastafarianesimo[48].
- Giappone: illegali tutti i preparati contenenti THC dal 1948, a seguito di una legge introdotta dalle forze di occupazione statunitensi alla fine della seconda guerra mondiale[49].
- Honduras: illegale coltivare, piantare, vendere, trafficare e possedere cannabis. Gli eventuali trasgressori della legge possono affrontare dai 9 ai 12 anni di carcere e una multa fino a 5000 lempiras (180 euro, settembre 2021). È anche illegale possedere semi di canapa. I trafficanti di cannabis possono inoltre affrontare dai 15 ai 25 anni di carcere e una multa da 1000000 a 5000000 lempiras (da 35000 a 180000 euro circa)[50].
- Iran: legale per uso alimentare, virtualmente legale per uso ricreativo. Il possesso di infiorescenze ricche di principio attivo è punito con una multa fino a 10000 Rials (20 centesimi di euro, settembre 2021) e la polizia nella maggior parte dei casi lascia correre, intervenendo solo per il possesso di elevate quantità[51]
- Israele: illegale, l'uso medico è autorizzato solo dal ministero della sanità che valuta ogni singolo caso. Il possesso è decriminalizzato per modiche quantità (fino ai 50 grammi)[52], tuttavia sono previste delle multe ad incremento in caso di recidiva (circa 300 euro alla prima infrazione, 600 in caso di recidiva)[53].
- Lussemburgo: legali possesso ed uso per scopi medici, purché il consumatore sia adulto e non coinvolga minorenni. Il possesso di modiche quantità è punito con una multa da 250 a 2500 euro[54]. Il governo ha dichiarato l'intenzione di legalizzare la cannabis nel 2018[55]
- Marocco: illegale ma in genere tollerata la coltivazione e l'uso personale di cannabis (a differenza degli altri paesi islamici dove è reato punibile anche con la pena di morte); tradizione secolare nei villaggi marocchini è infatti la produzione e l'uso di hashish;[56] il commercio e il traffico sono invece assolutamente illegali e sanzionati con il carcere.[57]
- Messico: legalizzata nel Giugno del 2021 da una sentenza della corte suprema messicana. Attualmente, è legale il trasporto fino a 5 grammi nonché la coltivazione e detenzione fino a 8 piante per uso personale[58]
- Nuova Zelanda: illegale (il ministero della sanità ha affermato che un uso medico non è da escludersi, ma sono necessari ulteriori studi ed un metodo per una corretta regolazione). Il comitato per la sanità del parlamento neozelandese raccomanda un alleggerimento delle leggi sulla cannabis e la messa a disposizione di medicine a base di cannabis[59]
- Paesi Bassi: status legale complesso, per approfondire vedi la voce "Politica dei Paesi Bassi in materia di stupefacenti".
- Portogallo: rimangono illegali la compravendita e la coltivazione ma è stato depenalizzato, attraverso la legge 30/2000, il possesso fino alla quantità pari ai bisogni di dieci giorni di consumo. La marijuana, come altre sostanze, elencate in un'apposita tabella, resta ancora illegale, ma le persone trovate in possesso non sono più arrestate, bensì inviate davanti a una commissione che valuta se proporre un sostegno psicologico o un trattamento di recupero finanziato dallo Stato[60].
- Regno Unito: illegale, il possesso è punito con il carcere fino a 5 anni o con una multa[61]. L'uso medico è approvato dal 2018[62]. Nonostante la politica fortemente repressiva, l'UK è uno tra i più grandi esportatori di cannabis[63]
- Repubblica Ceca: illegale ma decriminalizzata[64]
- Russia: depenalizzati possesso e trasporto di 6 g di marijuana e di 2 g di hashish mentre il consumo, il possesso ed il trasporto di quantità superiori comportano diversi anni di reclusione[65].
- San Marino: legale a scopo medico, illegale a scopo voluttuario[66]
- Spagna: legale, in luoghi autorizzati[67].
- Stati Uniti: illegale l'uso a livello federale per qualsiasi ragione. A livello di stati invece, 36 hanno approvato normative che permettono l'uso per motivi terapeutici[68], in 18 stati è stata legalizzata a scopo ricreativo[69].
- Svezia: illegale e criminalizzata[70]
- Svizzera: illegali possesso e coltivazione (esperimenti di legalizzazione sono stati condotti in alcuni cantoni). La Svizzera ha votato un'iniziativa popolare per depenalizzare l'uso della canapa il 30 novembre 2008[71] ma è stata respinta dagli elettori svizzeri con il 63,2% di voti contrari[72]. Dal 1º gennaio 2012 è consentito coltivare nella propria abitazione fino ad un numero massimo di quattro piante per persona nei cantoni Vaud, Neuchatel, Ginevra e Friburgo.[73] Inoltre dal 1º ottobre 2013 un maggiorenne fermato con non oltre 10 grammi di canapa riceve una multa di 100 franchi e non è perseguito penalmente[74].
- Uruguay: legalizzata totalmente[75]

### Paesi Bassi
Nei Paesi Bassi è riconosciuta per legge una differenza fra "soft drugs" ed "hard drugs" (oppiacei, cocaina, ecstasy etc). Sono considerate droghe pesanti anche le "preparazioni" di ogni tipo volte ad incrementare il potenziale psicotropo di una sostanza: sussiste quindi un'area grigia per la quale i funghi psilocibinici seccati costituiscono una preparazione (quelli freschi no), così come l'olio di Cannabis (altri derivati della pianta no). Nei coffee-shop olandesi è possibile acquistare fino a 5 grammi pro capite di marijuana o hashish; le droghe pesanti sono fortemente bandite da questo contesto. Per ulteriori informazioni si veda la politica dei Paesi Bassi in materia di stupefacenti.

### Spagna
L'uso medico è legale, l'uso personale è depenalizzato dal 1992. Sono previste sanzioni amministrative anche per chi possiede piccoli quantitativi. L'uso anche ricreativo, la coltivazione e la cessione sono legali per i soci dei cosiddetti "cannabis club", associazioni non profit libere.

### Stati Uniti

Status legale della cannabis nei vari stati degli USA:
In blu: cannabis totalmente legale
In verde: legale solo ad uso medico
In grigio: totalmente illegale
I punti indicano gli stati in cui l'uso ricreativo è illegale ma depenalizzato

Negli Stati Uniti, nazione federale, la legge vigente in tema di proibizionismo sulla cannabis è un'evoluzione del Marijuana Tax Act del 1937, che la considera illegale. Essendo questa una legge federale tutti gli Stati membri sono tenuti ad adeguarsi in tal senso. Esiste però un margine di autonomia per il quale strumenti come la volontà popolare manifestata attraverso il referendum rimangono inalienabili da parte degli Stati. Si passa così da Stati in cui vige il regime di tolleranza zero (ad esempio il Tennessee e l'Oklahoma) ad altri dove, in misure diverse, il possesso e l'utilizzo di cannabis è depenalizzato, oltre ad essere consentito l'uso terapeutico. In molti Stati l'uso personale minimo viene tollerato, anche se illegale (ad esempio in Florida). Nello Stato di Washington e Colorado viene legalizzata a scopo ricreativo per referendum nel novembre 2012. Negli stati di Alaska, Oregon e Distretto di Columbia viene legalizzata a scopo ricreativo con il referendum del 4 novembre 2014. Analoghe iniziative e proposte legislative sulla marijuana, principalmente a scopi medici (già legale in 23 stati), non ancora completamente in vigore, sono state prese dagli stati di New York, Florida, New Jersey e una revisione della legislazione è stata proposta anche in Texas e Louisiana, due stati tradizionalmente conservatori. In California e altri Stati l'uso ricreativo è stato approvato tramite referendum nel novembre 2016.

### Regno Unito
Nel Regno Unito le sostanze stupefacenti sono suddivise in tre classi (A, B e C). Tale classificazione rappresenta un'implicita divisione e scala fra droghe "pesanti" e "leggere" in virtù degli effetti prodotti. La cannabis si trova attualmente in classe B (accomunata alle anfetamine) dopo essere stata promossa dalla classe C (tranquillanti, antidolorifici). In alcune zone della Gran Bretagna la Polizia ha deciso di non intervenire in caso di reati legati a consumo e detenzione di modiche dosi personali di Cannabis; questo per potersi concentrare su reati di maggiore impatto sociale, specialmente il dilagante fenomeno della violenza minorile. Sono nati quindi alcuni "coffeshop" per iscritti, in modo simile agli "speakeasy club", dove acquistare e consumare la marijuana. I club sono a volte tollerati, altre chiusi immediatamente.
Il principale motivo che ha portato la Gran Bretagna a riclassificare la Cannabis come droga di classe B è stato l'aumento del tenore medio di THC nella cannabis (in particolar modo in riferimento alla variante skunk che in pochi anni è arrivata a coprire l'80% del mercato illegale). Questa considerazione è una variante della cosiddetta "teoria del 16 percento" secondo cui la cannabis odierna non è più considerabile una droga leggera per l'alto tenore di THC ottenuto attraverso le moderne tecniche di coltivazione (dal 4% degli anni '60 al 16% odierno). Tale teoria è molto controversa se si considera che le tecniche di concentrazione del THC sono conosciute da tempi antichi: ad esempio, si pensi al burro di cannabis dei poeti maledetti o al charas, un sottoprodotto della cannabis con concentrazioni di THC fino al 40% che, secondo la mitologia induista, è stato inventato da Shiva.

## Legislazione sulle droghe in Italia
In Italia l'uso di cannabis è illegale, l'uso esclusivamente personale è depenalizzato ma punito con sanzioni amministrative (sospensione / revoca della patente, del porto d'armi, del permesso di soggiorno eccetera). La legge D.P.R. n. 309/1990 costituisce il Testo Unico delle leggi in materia di disciplina degli stupefacenti e sostanze psicotrope, prevenzione, cura e riabilitazione dei relativi stati di tossicodipendenza. L'uso medico della cannabis è consentito sotto prescrizione medica. La cannabis povera di principio attivo (THC<0,2%) può essere coltivata liberamente a scopo alimentare, tessile e voluttuario. La cannabis legale, comunemente detta "marijuana light", presenta caratteristiche organolettiche analoghe alla pianta "standard" pur essendo priva di effetto psicotropo (può inoltre contenere alti quantitativi di cannabidiolo, sostanza legale non psicoattiva dotata di una blanda attività sedativa).

### Tabelle e classificazione
Nell'ordinamento legislativo italiano il testo unico in materia di stupefacenti suddivide le sostanze psicotrope in diverse tabelle.
- Tabella I: comprende la maggior parte dei derivati dell'oppio, i derivati della coca, le anfetamine e gli allucinogeni
- Tabella II, sezione A: comprende varie sostanze utilizzate a scopo medico ed in grado di indurre forte dipendenza, come alcuni oppiacei e i barbiturici.
- Tabella II, sezione B: comprende la cannabis e i derivati nonché farmaci con rischi minori per la salute rispetto a quelli della sezione A (benzodiazepine, barbiturici antiepilettici)
- Tabella II, sezione C: in questa sezione vengono elencate le composizioni medicinali contenenti sostanze di cui alla sezione A o B della tabella II
- Tabella II, sezione D: analoga alla precedente, comprende preparazioni per cui il rischio d'abuso è minore rispetto alla sezione C della tabella II
- Tabella II, sezione E: analoga alle sezioni C e D, comprende preparazioni che presentano rischi d'abuso minori rispetto alle precedenti

### Legislazione vigente
La normativa vigente risale al 1990 ed è stata in parte riformulata per effetto del referendum abrogativo del 1993 che stabilì la non punibilità del possesso di sostanze stupefacenti per uso strettamente personale. Nel 2006 venne promulgata la legge n. 49/2006 (cosiddetta Legge Fini-Giovanardi) che prevedeva un inasprimento delle sanzioni relative alle condotte di produzione, coltivazione, traffico, detenzione illecita ed uso di sostanze stupefacenti. La legge Fini-Giovanardi eliminava inoltre la distinzione tra droghe leggere e droghe pesanti, accomunando la cannabis a sostanze come cocaina, eroina, ecstasy, LSD, eccetera
Il 12 febbraio 2014 la legge Fini-Giovanardi viene decretata incostituzionale con la sentenza 32/14 della Corte costituzionale in quanto le modifiche furono apportate con forzature legali. Pertanto ritorna in vigore la precedente legge, la Jervolino-Vassalli (309/1990). Questa legge, a differenza della precedente, re-introduce la differenza tra droghe leggere e pesanti, e diminuisce il carcere previsto per il reato di spaccio di droghe leggere (aumentando invece quello per le droghe pesanti). La legge Fini-Giovanardi fissava i limiti di possesso personale di principio attivo oltre i quali esiste indizio di spaccio con rischio di sanzione penale. Il limite fissato per la cannabis era di 500 mg di THC, pari a 5 grammi di sostanza lorda (principio attivo 10%).
Attualmente, il solo superamento dei 500 mg di THC non è sufficiente ad ipotizzare una destinazione allo spaccio anche se può essere considerato un elemento indiziario al pari della qualità della sostanza, dello stato economico del soggetto, della disponibilità di attrezzi atti alla pesatura o al confezionamento nonché in base alle concrete circostanze del caso. La detenzione di sostanze stupefacenti che “appaiono destinate ad un uso non esclusivamente personale” costituisce un reato punito con la reclusione da sei a venti anni e con la multa da euro 26.000 a euro 260.000 (art. 73/1bis DPR 309/1990) oppure con la reclusione da uno a sei anni e con una multa da €3000 a €26.000 per i cosiddetti fatti di lieve entità (art. 73/5 DPR 309/1990). La detenzione per uso personale costituisce invece un illecito amministrativo comportante le relative sanzioni, da applicarsi singolarmente o cumulativamente, a seconda delle peculiarità del caso concreto. Si tratta, in particolare, della sospensione del passaporto, della sospensione della patente di guida, o il divieto di conseguirla, nonché la sospensione del porto d'armi. Tali sanzioni devono avere durata compresa tra un minimo di un mese ed un massimo di un anno.

### Normative locali
Il 13 gennaio 2014 il comune di Torino ha approvato due ordini del giorno, nel primo ha chiesto alla Regione di seguire l'esempio di altre regioni quali la Toscana, la Liguria, la Puglia, e in particolar modo il Veneto, la quale oltre ad aver autorizzato i farmaci cannabinoidi per la terapia del dolore, ha approvato una legge per sperimentare la distribuzione gratuita di preparati a base di cannabis negli ospedali e nelle farmacie, e la produzione diretta di marijuana a scopo terapeutico, e nel secondo l'abolizione o dei cambiamenti della Legge Fini-Giovanardi, poiché ritenuta troppo restrittiva nonché una delle cause del sovraffollamento delle carceri, dando il via libera alla produzione della cannabis anche a scopo ricreativo.
Benché il comune si è espresso favorevolmente alla legalizzazione della marijuana, tuttavia rimane ancora illegale, perché proibita da leggi nazionali, che non sono nelle competenze regionali, come da articolo 117 della Costituzione.

### Pronunce in tema di coltivazione personale e vendita dei semi
Con valore nomofilattico la Corte suprema di cassazione ha emesso alcune sentenze sulla possibile legalità di una minima coltivazione personale di Cannabis con THC tale da farla rientrare tra le droghe illegali secondo la legge vigente.
- Sentenza della Cassazione del 2011: Sebbene la coltivazione di una pianta contenente sostanza stupefacente, anche domestica, è punibile ai sensi dell'art. 73 comma 1, D.P.R. n. 309/1990, la Suprema Corte di Cassazione (Sentenza 17 febbraio 2011, n. 25674) ha rigettato (dopo altre sentenze invece accoglitive) un ricorso del procuratore generale di Catanzaro contro una sentenza di non luogo a procedere emessa al termine di un'udienza preliminare nei confronti di un individuo per la coltivazione di una pianta di cannabis. Come motivato dalla Suprema Corte, questa ha riconosciuto la modesta «attività posta in essere (coltivazione domestica di una piantina posta in un piccolo vaso sul terrazzo dì casa, contenente un principio attivo di mg.16), (…) del tutto inoffensiva dei beni giuridici tutelati dalla norma incriminatrice». La dimensione modesta della coltivazione non era tale da porre in pericolo la salute pubblica e la sicurezza pubblica, con la conseguente non configurabilità del reato contestato.[93][94]
- Sentenza della Cassazione del 2012: La Corte di Cassazione ha emesso la sentenza n. 47604/2012, secondo la quale l'offerta in vendita di semi di piante in grado di produrre sostanze stupefacenti, non è connessa al reato citato dall'articolo 82, a patto che non vi sia l'istigazione alla coltivazione e al consumo delle dette sostanze. Per tale ragione, saranno i giudici, valutando caso per caso, a stabilire un'eventuale connessione tra l'attività di coltivazione e l'incentivazione al consumo e alla distribuzione di marijuana. Ad ogni modo, secondo la Corte, la semplice vendita di semi non può essere intesa come penalmente rilevante, poiché va a configurarsi come mero atto preparatorio, non punibile dalla legge in quanto non sarebbe possibile dedurre con chiarezza la reale destinazione e utilizzo dei semi in questione.[95]
- Sentenza della Cassazione del 2019: Con sentenza del 19 dicembre 2019, resa nota il 26, le Sezioni Unite[96] hanno deciso che chi produce per uso domestico non commetterebbe atto illegale; per la prima volta si afferma che "non costituiscono reato le attività di coltivazione di minime dimensioni svolte in forma domestica. Attività di coltivazione che per le rudimentali tecniche utilizzate, lo scarso numero di piante ed il modesto quantitativo di prodotto ricavabile appaiono destinate in via esclusiva all'uso personale del coltivatore", quindi depenalizzato se non c'è vendita o cessione. La corte ha appoggiato la tesi per cui la salute pubblica non viene pregiudicata da chi decide di coltivare per sé poche piante di marijuana, se il prodotto derivato viene però fumato o usato dal solo coltivatore.[97]

(Dispositivo della Sentenza)

### Richieste di depenalizzazione dell'uso della cannabis da parte della Direzione Nazionale Antimafia
La Direzione nazionale antimafia nella propria relazione annuale del 2014 ha richiesto al parlamento di valutare la possibilità di depenalizzare l'uso della Cannabis preso atto della "oggettiva inadeguatezza di ogni sforzo repressivo". La Procura della Repubblica in particolare ha chiesto al legislatore di considerare le "ricadute che la depenalizzazione avrebbe in termini di deflazione del carico giudiziario, di liberazione di risorse delle forze dell'ordine e magistratura per il contrasto di altri fenomeni criminali e, infine, di prosciugamento di un mercato che, almeno in parte, è di appannaggio di associazioni criminali agguerrite".

### Proposta di legge sulla legalizzazione dell'uso non medico
Nel marzo 2015, un gruppo di deputati (PD, SEL, M5S, gruppo misto), su proposta del sottosegretario agli esteri del governo Renzi, Benedetto Della Vedova (Scelta Civica), appoggiati anche da partiti esterni al parlamento (come Radicali Italiani e PRC), ha proposto la legalizzazione dei derivati della Cannabis, elaborando una proposta di legge.
Nel 2016 i radicali hanno presentato una legge di iniziativa popolare che avrebbe consentito la coltivazione fino a 10 piante in forma individuale o associata (su modello spagnolo) ed il commercio della cannabis e dei suoi derivati. Tale proposta di legge è stata successivamente rilanciata sotto forma di disegno di legge dal parlamentare Benedetto Della Vedova (tuttavia non è mai stata discussa in aula).
Nel luglio 2017, le commissioni riunite Giustizia e Affari sociali della Camera hanno adottato, con i voti di PD, Lega, Forza Italia, AP – il testo base sulla cannabis proposto da Margherita Miotto (PD), che tuttavia riguarda solo ed esclusivamente l'uso terapeutico. Tutto il resto è stato stralciato, in pratica annullando due anni di lavoro.

## Uso terapeutico
In Italia, è teoricamente consentito l'uso terapeutico di preparati medicinali a base di marijuana (con prescrizione medica). In realtà, i pazienti cui viene prescritta della cannabis spesso non riescono a reperirla in farmacia poiché la fornitura statale è inadeguata a coprire le esigenze del sistema sanitario nazionale.
La prima Regione ad avviare una fase di regolamentazione dell'uso terapeutico della marijuana è stata la Puglia con la delibera della Giunta regionale n.308 del 9 febbraio 2010, firmata dall'allora presidente della Regione Puglia, Nichi Vendola. Tale delibera stabilisce l'erogazione a carico del servizio sanitario regionale. Secondo la delibera pugliese i derivati della Cannabis, sotto forma di specialità medicinali o di preparati galenici magistrali, anche in associazione, possono essere prescritti dal medico specialista in neurologia, oncologia o preposto al trattamento della terapia del dolore cronico e acuto, alle dipendenze di strutture sanitarie pubbliche, nei casi in cui altri farmaci disponibili si siano dimostrati inefficaci o inadeguati al bisogno terapeutico, condizioni che possono verificarsi nella spasticità secondaria in malattie neurologiche, nella nausea e vomito, non sufficientemente controllati, indotte da chemioterapia o radioterapia, nel dolore cronico neuropatico non rispondente ai farmaci disponibili. La certificazione ha una validità di sei mesi e la prescrizione (Ricetta non ripetibile) trenta giorni. La delibera autorizza le Farmacie Ospedaliere delle Aziende Sanitarie a garantire l'erogazione dei cannabinoidi a carico del Servizio Sanitario Regionale. Il 2 maggio 2012, il consiglio regionale della Toscana ha approvato la legge che autorizza l'utilizzo della cannabis a scopo terapeutico nella regione, seguita il 31 luglio dello stesso anno da una legge regionale della Liguria.
Il 23 gennaio del 2013 la cannabis è entrata in tabella 2, quindi rientra anche nell'uso terapeutico. Nel settembre 2014 i ministri della Salute e della Difesa hanno autorizzato la coltivazione di cannabis a uso medico, autorizzando la coltivazione di piante per realizzare medicine all'interno dello stabilimento chimico-militare di Firenze; i preparati forniti dai militari sono attualmente in commercio sotto il nome FM1 ed FM2 (differiscono per il contenuto di cannabinoidi). Durante il 2014 a Palermo è stata approvata una filiera composta da dei coltivatori per la coltivazione di cannabis da usare per fini terapeutici e per la fornitura di materia prima a vari comparti, tra cui quello tessile e della bio-edilizia. Inoltre, nel gennaio 2016 sono stati depenalizzati i reati collegati alla coltivazione medica autorizzata, come la violazione delle procedure.
Nonostante ciò la situazione è tale che per via della difficoltà effettiva dell'ottenere una regolare prescrizione, per i costi notevoli del farmaco a base di marijuana e per le difficoltà di approvvigionamento (spesso le farmacie non ricevono forniture in modo puntuale). Per ovviare tale problema, alcuni malati decidono di coltivare autonomamente la cannabis o di comprarla dagli spacciatori. Si ricorda ad esempio il caso di Walter De Benedetto, uomo di 50 anni affetto da una grave forma di artrite reumatoide processato per aver coltivato la cannabis che gli era stata regolarmente prescritta dal medico e assolto il 27 aprile 2021 dal tribunale di Arezzo.

## Opinione pubblica (Italia)
In Italia, la legalizzazione delle droghe leggere è al centro di un acceso dibattito extraparlamentare. Si riportano i più recenti sondaggi (settembre 2021) per ogni istituto:
- Eurispes: favorevole il 44,7% della popolazione (2021)[115]
- Bidimedia: favorevole il 57% della popolazione (2021)[116]
- SWG: favorevole il 58% della popolazione (2021)[117]